# Wade Williams
Wade Andrew Williams (sinh ngày 25 tháng 12 năm 1961) là diễn viên người Mỹ được mọi người biết đến với vai diễn cai ngục Brad Bellick trong bộ phim truyền hình Prison Break (Vượt Ngục)

## Tiểu sử
Williams sinh ra ở Georgia trong một gia đình có bốn người con, sau đó chuyển đến sống tại Tulsa, Oklahoma. Ngay từ khi còn bé Williams đã có hứng thú với âm nhạc và kịch nghệ, bắt đầu từ nhà thờ nhưng lúc ấy ông chưa có ý định sẽ theo đuổi sự nghiệp diễn xuất. Sau khi tốt nghiệp phổ thông, Williams dự định sẽ tham gia một khóa học Pre-medical tại đại học Tulsa (TU). Nhưng sự quan tâm đến nghệ thuật chưa bao giờ tắt trong ông, cuối cùng ông đã quyết định thay đổi con đường sự nghiệp của mình. Williams đã hoàn thành bằng cử nhân kịch nghệ tại TU và sau đó là bằng thạc sĩ dưới sự hướng dẫn của William Esper, tại đại học Rutgers. Williams sống ở Texas với vợ và con gái. Trong khi theo học tại đại học Tulsa, ông ấy bắt đầu diễn trong vở kịch "Sweeney Todd".

## Sự nghiệp
Williams bắt đầu sự nghiệp diễn xuất ở nhà hát Delacorte với Morgan Freeman và Tracey Ullman. Williams cũng đã đóng cùng với diễn viên Denzel Washington trong phim Richard III. Williams sau đó tiếp tục với các vai diễn cả trong cũng như ngoài Broadway và vòng quanh nước Mĩ với các dự án Guys and Dolls, Les Miserables, Kiss of the Spiderwoman, Ragtime, và Showboat.
Các bộ phim có sự tham gia của ông là Flicka, Jarhead, Collateral, Ali, và Erin Brockovich. Thêm vào đó, Williams cũng tham gia vào các bộ phim truyền hình như Charmed, Over There, Six Feet Under, 24, NYPD Blue, CSI và vai cha Cronin trong The Bernie Mac Show.
Từ năm 2005 đến năm 2009,Williams được mọi người biết đến với vai diễn Brad Bellick, trưởng cai ngục tại nhà tù Fox River State Penitentiary trong bộ phim truyền hình Prison Break (Vượt Ngục).
Williams sẽ là ngôi sao khách mời trong phần 8 và phần cuối của series phim Monk. Ông cũng tham gia vào dự án video ca nhạc Welcome To My Truth của ca sĩ và nhạc sĩ Anastacia.

## Các phim tham gia
| Năm         | Tên phim                   | Nhân vật                   | Chú thích                                                          |
| ----------- | -------------------------- | -------------------------- | ------------------------------------------------------------------ |
| 1999        | Candyman Day Of The Dead   |                            |                                                                    |
| 1999        | K-911                      | Devon                      |                                                                    |
| 2000        | Erin Brockovich            | Ted Daniels                |                                                                    |
| 2000        | Becker                     | George                     | Tập phim - "Sight Unseen"                                          |
| 2001        | Ali                        | Lieutenant Jerome Claridge |                                                                    |
| 2001        | Enterprise                 | Garos                      | Tập phim - "Civilization"                                          |
| 2001        | The X-Files                | Ray Pearce                 | Tập phim - "Salvage"                                               |
| 2001        | Buffy the Vampire Slayer   | General Gregor             | Tập phim - "Spiral"                                                |
| 2002        | Ken Park                   | Claude's father            |                                                                    |
| 2002        | 24                         | Robert Ellis               | Tập phim: phần 1 - "2:00 p.m. - 3:00 p.m" - "3:00 p.m. - 4:00 p.m" |
| 2003        | CSI: Miami                 | Jack Hawkins               | Tập phim - "Extreme"                                               |
| 2004        | Las Vegas                  | Richard Allen Wesley       | Tập phim - "Nevada State"                                          |
| 2004        | Collateral                 |                            |                                                                    |
| 2004        | Tru Calling                | Carl Neesan                | Tập phim - "Daddy's Girl"                                          |
| 2005 - 2009 | Prison Break               | Captain Brad Bellick       | Series Regular (Phần 1-4)                                          |
| 2005        | The Bernie Mac Show        | Father Cronin              | Recurring role                                                     |
| 2005        | Over There                 | Bo Ryder Sr.               | "Roadblock Duty"                                                   |
| 2005        | Kojak                      | Niko Manos                 | Tập phim - "All Bets Off: Part 2"                                  |
| 2006        | Flicka                     | Wade                       |                                                                    |
| 2008        | Avatar: The Last Airbender | Warden                     | Tập phim - "The Boiling Rock", âm thanh                            |
| 2009        | Monk                       | Mr. Monk goes Camping      |                                                                    |
| 2009        | Criminal Minds             | Detective Andrews          | Tập phim 5x04 "Hopeless"                                           |
| 2010        | Leverage                   | Nickolas Kusen             | Tập phim 2x13 "The Future Job"                                     |
| 2010        | Batman: Under the Red Hood | Black Mask                 |                                                                    |